# よかネットカード
よかネットカードは、かつて西日本鉄道（西鉄）と福岡市交通局が発行していた、両者で共通使用が可能なストアードフェアカードである。
1999年4月1日からサービスを開始したが、2010年3月31日限りで発売を終了し、2011年10月31日限りで取扱いを全面的に終了した。以下、特記ない限りバスでの取扱い終了時点の状況を記述する。

## 使用方法
西鉄天神大牟田線・太宰府線・甘木線（但し無人駅は除く）並びに西鉄バスの一般路線バス全線（分離子会社を含む。ただし福岡シティループバス「ぐりーん」は利用不可）及び一部の高速バス路線、福岡市地下鉄全線、太宰府市コミュニティバス「まほろば号」（西鉄バス二日市が運行）で相互に利用可能である。

### 鉄道
自動改札機に投入して使うほか、自動改札機のない駅でも駅係員が入出場処理を行うので利用可能である。また、自動券売機などでも利用可能である。但し、無人駅や早朝・深夜などで駅員不在の場合はカードを使用できない。2人以上での使用や小児が使う場合、カードの残額が初乗り（西鉄150円・地下鉄100円）未満の場合は、自動改札機に直接投入せず、自動券売機でカードを使い乗車券と引き換える必要がある。また西鉄電車（西鉄の鉄道線）でカードで入出場した場合は他の条件にかかわらず途中下車ができないが、自動券売機でカードを使い引き換えた乗車券であれば他の条件を満たしていれば途中下車できる。なお西鉄電車ではカード残金が150円以上の場合、現金と併用しての乗車券の購入はできない。

### バス
西鉄のバスカードと同様の利用方法である。乗車時及び降車時にカードリーダーに通して使うが、2人以上での使用や子供・割引運賃適用者が使用する場合は、降車時にカードを通す前に乗務員に申し出なければならない。
バスを利用した場合、その時点ではバス利用区間や日時などが印字されない。次回に鉄道を利用したとき、前回の鉄道利用時の残額との差額が「バス***」と印字される。
バスカードと同様、同じカードを用い、同一バス停において90分以内にバスを乗り継いで利用すると、乗継割引として、1回あたり最大80円が割り引かれる。

### 発売券種
3,000円券（利用額3,200円）と5,000円券（同5,500円）の2種類。この他に記念カードとして1,000円券（利用額1,000円・プレミアムなし）が発売されていた。

## 発売・取扱いの終了
西鉄・九州旅客鉄道（JR九州）・福岡市交通局では2008年から翌年にかけて従来の磁気カードに代わり、ソニーのFeliCa方式を用いたICカード乗車券を順次導入しており、2008年5月に西鉄が「nimoca」を、翌2009年3月にJR九州が「SUGOCA」、福岡市地下鉄が「はやかけん」を相次いで導入した。2010年3月13日には東日本旅客鉄道（JR東日本）の「Suica」を含めた4者間相互で乗車券機能と電子マネー機能を利用できるようになったほか、2013年3月に全国主要交通機関との間で相互利用範囲が拡大された。
このため各社は磁気式カード回数券廃止に向けた取り組みを進め、まず西鉄が2009年9月30日限りで自社のバスカードとともにバス関係窓口での販売を取り止めた。2010年3月31日限りで西鉄バス・太宰府市コミュニティバス「まほろば号」車内での取扱いを終了するとともに、鉄道窓口での販売も終了し、カードの販売が終了した。そして2011年10月31日限りで福岡市交通局がJR九州と共同で販売していた磁気カード「ワイワイカード」と同時に鉄道の自動改札機・自動券売機・自動精算機での取扱いを終了し、これにより取扱いを全面的に終了した。
2010年3月1日から西鉄・地下鉄の一部駅などでカードの払い戻しを開始し、2016年10月31日限りで終了した。